# Episodi di Le nuove avventure di Peter Pan (seconda stagione)
La seconda e ultima stagione de Le nuove avventure di Peter Pan è andata in onda in Francia dal 16 aprile 2016 al 27 giugno 2016 su France 3.
In Italia è andata in onda su Rai Gulp e l'ordine degli episodi della serie è stato leggermente modificato.
| nº | Titolo originale                                                     | Titolo italiano             | Prima TV Francia | Prima TV Italia |
| -- | -------------------------------------------------------------------- | --------------------------- | ---------------- | --------------- |
| 1  | Sans retour/Stuck                                                    | Il sestante magico          | 16 aprile 2016   | 2016            |
| 2  | La voix au chapitre/Their Friend and Foe                             | La ladra Sienna             | 16 aprile 2016   | 2016            |
| 3  | La vie de pirate/A Pirate's Life                                     | Vita da pirata              | 23 aprile 2016   | 2016            |
| 4  | La fée Wendette/Watch out for Wendybell                              | Wendy la fatina             | 30 aprile 2016   | 2016            |
| 5  | Grosse bête et compagnie/Copycat                                     | Il piano delle sirene       | 7 maggio 2016    | 2016            |
| 6  | Le copieur/Peter's Lieutenant                                        | Il braccio destro di Peter  | 7 maggio 2016    | 2016            |
| 7  | On a cassé Neverland/We Broke Neverland                              | Guai sull'isola che non c'è | 14 maggio 2016   | 2016            |
| 8  | Photo souvenir/Say Cheeeeese                                         | Il concorso fotografico     | 14 maggio 2016   | 2016            |
| 9  | Le rêve doré/Gold Gold Gold                                          | La febbre dell'oro          | 21 maggio 2016   | 2016            |
| 10 | Le sens du devoir/Teamwork People                                    | Lavoro di squadra           | 28 maggio 2016   | 2016            |
| 11 | Comme un chef/Don't mess with Momma                                  | Gara di cucina              | 4 giugno 2016    | 2016            |
| 12 | Le grand Chumbalaya/The Great Chumbalaya                             | Il grande Chumbalaya        | 4 giugno 2016    | 2016            |
| 13 | La pierre de la discorde/The Discord Stone                           | La pietra della discordia   | 11 giugno 2016   | 2016            |
| 14 | Un incroyable talent/Neverland Got Talent                            | Talenti naturali            | 11 giugno 2016   | 2016            |
| 15 | La multiplication des ennuis/When Problems Multiply                  | L'unione fa la forza        | 18 giugno 2016   | 2016            |
| 16 | La fée des Eaux/The Water Fairy                                      | La fata dell'acqua          | 18 giugno 2016   | 2016            |
| 17 | Trahison/The Traitor                                                 | Il totem                    | giugno 2016      | 2016            |
| 18 | Les sphères tourneboulées/The Topsyturvy Spheres                     | La sinfonia di stelle       | giugno 2016      | 2016            |
| 19 | Malin comme un singe/Monkey See, Monkey Do                           | I sette diamanti            | giugno 2016      | 2016            |
| 20 | Jeux d'enfants/Child's Play                                          | Giochi da bambini           | giugno 2016      | 2016            |
| 21 | Rebelles/Rebels                                                      | Ragazze ribelli             | giugno 2016      | 2016            |
| 22 | Wendy se disperse/Wendy Disperses Hershelf                           | La moltiplicazione di Wendy | giugno 2016      | 2016            |
| 23 | Petit pour toujours/Forever Young                                    | Piccoli per sempre          | giugno 2016      | 2016            |
| 24 | La prophétie de Neverland - partie 1/The Neverland Prophecy (Part 1) | La profezia (Prima Parte)   | 25 giugno 2016   | 2016            |
| 25 | La prophétie de Neverland - partie 2/The Neverland Prophecy (Part 2) | La profezia (Seconda Parte) | 25 giugno 2016   | 2016            |
| 26 | La prophétie de Neverland - partie 3/The Neverland Prophecy (Part 3) | La profezia (Terza Parte)   | 25 giugno 2016   | 2016            |

## Altri titoli
- Le nuove avventure di Peter Pan[3]